# XXV Conferenza delle Parti dell'UNFCCC
La Conferenza delle Nazioni Unite sui cambiamenti climatici del 2019, nota anche come COP25, è stata la 25ª conferenza delle Nazioni Unite sui cambiamenti climatici. Si è tenuta dal 2 al 13 dicembre 2019 a Madrid, in Spagna, sotto la presidenza del governo cileno. La conferenza ha incorporato la 25ª conferenza delle parti della Convenzione quadro delle Nazioni Unite sui cambiamenti climatici (UNFCCC), la 15ª riunione delle parti del protocollo di Kyoto (CMP15) e la seconda riunione delle parti dell'accordo di Parigi (CMA2).

## Contesto
La conferenza doveva tenersi in Brasile nel novembre 2019, ma un anno prima dell'inizio previsto, il neoeletto presidente Jair Bolsonaro ha ritirato l'offerta di ospitare l'evento, adducendo motivazioni economiche. Il Cile si era fatto avanti per ospitare l'evento, ma le massicce proteste contro le disuguaglianze sociali organizzate in vista dell'incontro, lo hanno costretto alla fine di ottobre 2019 a ritirarsi. Quindi, per un comune accordo tra l'ONU, Cile e Spagna, quest'ultima è diventata il nuovo paese organizzatore.
Prima che fosse presa la decisione di trasferire la COP25 a Madrid, vari attivisti per il clima erano partiti dall'Europa verso il Sud America in barca a vela. A metà novembre, alcuni di loro si sono uniti ad una conferenza alternativa, la "Forest COP" organizzata alla stazione Estação Ecológica da Terra do Meio (ESEC), nello stato di Paraná nel Brasile, vicino al centro della foresta amazzonica. All'evento hanno partecipato leader indigeni, scienziati e accademici come Eduardo Góes Neves e attivisti come Nadežda Tolokonnikova. Dopo il Forest COP, il 17 novembre, nella vicina Altamira, si è svolto l'evento successivo, "Amazônia Centro do Mundo".